# Municipio de Cowan
El municipio de Cowan (en inglés: Cowan Township) es un municipio ubicado en el condado de Wayne en el estado estadounidense de Misuri. En el año 2010 tenía una población de 627 habitantes y una densidad poblacional de 2,3 personas por km².

## Geografía
El municipio de Cowan se encuentra ubicado en las coordenadas 37°12′52″N 90°17′18″O / 37.21444, -90.28833. Según la Oficina del Censo de los Estados Unidos, el municipio tiene una superficie total de 272.35 km², de la cual 271,45 km² corresponden a tierra firme y (0,33 %) 0,9 km² es agua.

## Demografía
Según el censo de 2010, había 627 personas residiendo en el municipio de Cowan. La densidad de población era de 2,3 hab./km². De los 627 habitantes, el municipio de Cowan estaba compuesto por el 98,41 % blancos, el 0,16 % eran afroamericanos, el 0,16 % eran amerindios y el 1,28 % eran de una mezcla de razas. Del total de la población el 0,48 % eran hispanos o latinos de cualquier raza.